# Nitriet

Resonantiestructuren van het nitriet-ion.

Het nitriet-ion is een microscopische vloeistof en een eenwaardig negatief geladen ion (anion) met als brutoformule NO2−. Nitrieten zijn de zouten van salpeterigzuur (waterstofnitriet, HNO2).

## Nitriet in voeding
De indirecte inname van nitriet via voeding is laag. De omzetting van nitraat door ons eigen lichaam is de belangrijkste bron van nitriet.

### Rechtstreekse inname
Nitrieten kunnen aan vleeswaren worden toegevoegd (E249 = kaliumnitriet; E250 = natriumnitriet) om verkleuring te voorkomen, en om bacteriegroei (met name de uitgroei van Clostridium botulinum) te remmen:
1. Ten eerste zorgt het nitriet voor verbetering van de microbiële houdbaarheid van de vleeswaren. Het nitriet (aanwezig als HNO2) is in staat om de bacteriecellen binnen te dringen en met bacteriële eiwitten te reageren, zodat allerlei essentiële processen in de bacterie verstoord raken.
2. Ten tweede zorgt nitriet voor een verbetering van de rode kleur van het vlees. Het stikstofoxide dat ontstaat uit nitriet kan worden gebonden aan de myoglobine. Hieruit wordt nitrosomyoglobine gevormd. Bij verhitting denatureert deze stof terwijl de binding met stikstofoxide blijft. Zodoende ontstaat nitrosomyochromogeen dat een rozerode kleur is. Hierdoor ontstaat er een mooiere kleuring van het vlees.
3. Ten derde zorgt het nitriet ook nog voor een chemische conservering. Nitriet vermindert de gevoeligheid voor oxidatie van onverzadigde vetten.

In december 1980 werden diverse mensen ziek na het eten van diepvriesnasi en diepvriesspinazie die was verontreinigd met nitriet uit het koelsysteem van de Iglo-bestelwagens. Ten minste twee van hen zijn hieraan overleden.
In 2017 maakte de Coöperatie Laatste Wil bekend dat ze een dodelijk poeder op het oog had dat volgens haar geschikt was voor zelfdoding. Het ging om een middel dat vrij verkrijgbaar was (en van zichzelf bedoeld voor andere toepassingen). CLW maakte niet openbaar om welk middel het ging. Wel zou er slechts 2 gram van nodig zijn voor een zelfdoding. Er werd gespeculeerd in diverse mediapublicaties dat dit middel nitriet zou zijn. Deze aanname is volgens de Cooperatie Laatste Wil niet juist. Het 'Middel X' van CLW is volgens informatie aan leden namelijk natriumazide (NaN3).

### Nitrietvorming uit nitraat in de voeding
Sommige groenten als spinazie, andijvie en postelein bevatten veel nitraten, met name wanneer de groenten bij lagere lichtintensiteit wordt geteeld (in de winter en/of in een kas). Sommige bacteriën zijn in staat deze nitraten om te zetten in nitriet.
De omzetting van nitraat tot nitriet in levensmiddelen is een langzaam proces. Dit proces wordt versneld door levensmiddelen te verwarmen. De bacteriën die nitraten omzetten in nitriet gedijen het beste in een lauwwarme omgeving, maar boven een bepaalde temperatuur gaan de bacteriën dood en stopt de omzetting.
Vroeger werd aangeraden om eenmaal gekookte spinazie (en andere nitraatrijke kookgroenten, zoals andijvie en postelein) niet meer opnieuw op te warmen, omdat in de tussenliggende tijd bij kamertemperatuur meer nitriet gevormd kan worden dan gezond zou zijn. Dit advies is echter verouderd.
In de koelkast kan spinazie ook thuis snel genoeg gekoeld worden, zodat zich geen grote nitrietconcentraties vormen.
Ook in het lichaam kunnen deze nitraten worden omgezet in nitriet. Dit gebeurt door enzymen in het speeksel, maar ook door bacteriën in het maag-darmkanaal.

## Gezondheidseffecten
Er zijn twee bezorgdheden met betrekking tot nitrieten in het lichaam. Enerzijds kunnen ze aanleiding geven tot een verstoord zuurstoftransport en cyanose (of blauwzucht), met name bij zuigelingen. Anderzijds kan nitriet onder bepaalde voorwaarden de vorming bevorderen van N-nitrosoverbindingen zoals nitrosaminen.

### Effecten van nitriet
Aanwezigheid van nitriet kan zuurstof in het bloed minder beschikbaar maken, doordat het nitriet ervoor zorgt dat het ijzer in het hemoglobine oxideert tot methemoglobine, waardoor het niet meer beschikbaar is voor opname en transport van zuurstof. Met name voor baby's is nitriet gevaarlijk, omdat zij over nog onvoldoende enzymen beschikken om dit methemoglobine weer terug te vormen tot hemoglobine. Hierdoor kan een zuurstoftekort in de weefsels optreden, ook wel bekend als de "blauwebabyziekte" (ook wel "blauwziekte" of "blauwzucht" genoemd). Sommige volwassenen kunnen ook een soortgelijke (aangeboren) enzymafwijking hebben, waarbij de omzetting van methemoglobine in hemoglobine is geremd.

### Effecten van uit nitriet gevormde nitrosaminen
Nitrieten kunnen onder bepaalde voorwaarden (aanwezigheid van bepaalde eiwitten uit vis-, schaal- en schelpdieren) worden omgezet in nitrosaminen, die bij proefdieren kanker kunnen veroorzaken. Vitamine C, dat vaak veel in nitraatrijke groenten voorkomt, remt de vorming van nitrosaminen doordat het met nitriet kan reageren. Het Voedingscentrum adviseerde voorheen om nitraatrijke groente niet met vis, schaal- of schelpdieren te combineren, maar heeft dit advies inmiddels herzien.

## Biologische reacties
Nitriet-Oxiderende Bacteriën (NOB) (bijvoorbeeld van de stam Nitrobacter en Nitrospira) kunnen nitriet met zuurstof oxideren tot in nitraat. Verder is nitriet een intermediair in de denitrificatie. Veel planten kunnen nitriet als stikstofbron gebruiken, na omzetting tot ammonium via ammonificatie. In het anammoxproces worden nitriet en ammonium gecombineerd tot stikstofgas.
Veelvoorkomende nitrieten zijn:
- calciumnitriet
- natriumnitriet
- kaliumnitriet